# Прохазка, Иржи
Иржи Прохазка (чеш. Jiří Procházka; 20 апреля 1925, Пльзень —19 мая 1993, Прага) — чешский прозаик, драматург, сценарист. Известен как автор детективных произведений о майоре Земане и один из создателей их экранизации («Тридцать случаев майора Земана»). Автор сценария к фильмам «Звезда по имени Полынь» (1964), «Баллада о дереве и розе» (1978).

## Биография
Родился в семье рабочего. В 1944 году окончил реальную гимназию в Пльзене. Присоединился к сопротивлению и в 1945 году участвовал в освобождении Пльзени от фашистов. 
После войны он некоторое время работал диктором местного радио и кукловодом у Йосефа Скупы, с которым уехал в Прагу в сентябре 1945 года. С 1947 года работал ассистентом художественного музея азиатской, африканской и американской культуры. 
После окончания Высшей школы экономики и политических наук в Праге с дипломом инженера (1950) несколько месяцев был драматургом на чехословацкой студии мультипликации. Служил в армии (1950—1952), в 1953 году стал редактором армейского отдела Радио Прага.
Затем до выхода на пенсию в 1985 году работал на телевидении на различных должностях: был главным художественным редактором программ (1957—1960), главным редактором выпуска телефильмов (1960—1968), в 1969 — заместитель директора по художественной части.
В 1986 году был в числе 38 известных писателей-соучредителей Международной ассоциации детективного и политического романа. Являлся членом редакционного совета журнала «Детектив и политика».

## Творчество
Автор многих театральных, телевизионных и радиопостановок, пьес и киносценариев, среди них,
- «Огни на горах»,
- «Рассветы над водами»,
- «Звезда по имени Полынь» (Премия к 20-летию освобождения Чехословакии Советской Армией),
- «Путешествие реки к морю»,
- «Дробинек»,
- «Джек»,
- «Авторевю» (Премия имени Чарли Чаплина — Монтрё, 1967),
- «Ревю из коробки»,
- «Год жизни»,
- «История всех Святых»,
- «Легенда о Иоанне» (Премия к 30-летию освобождения Чехословакии Советской Армией, премия Союза чехословацко-советской дружбы, Prix Чехии — 1976).

В числе прозаических произведений Прохазки:
- Путешествие на Банпаку,
- Роман о дереве и кусте
- Ноктюрн для двух топоров

Лауреат ряда почетных наград за выдающиеся достижения в области чехословацкого искусства.
Наиболее известен как соавтор, главный драматург и редактор чехословацкого детективного многосерийного телевизионного художественного фильма «Тридцать случаев майора Земана», об офицере Корпуса национальной безопасности Яне Земане и его непримиримой и полной опасностей борьбы против врагов социалистического чехословацкого государства.